# La viuda romana
La viuda romana (Roman Widow), originalmente titulado Dîs Manibus, es un óleo sobre lienzo de 1874 obra de Dante Gabriel Rossetti exhibido en el Museo de Arte de Ponce (Puerto Rico).

## Comisión

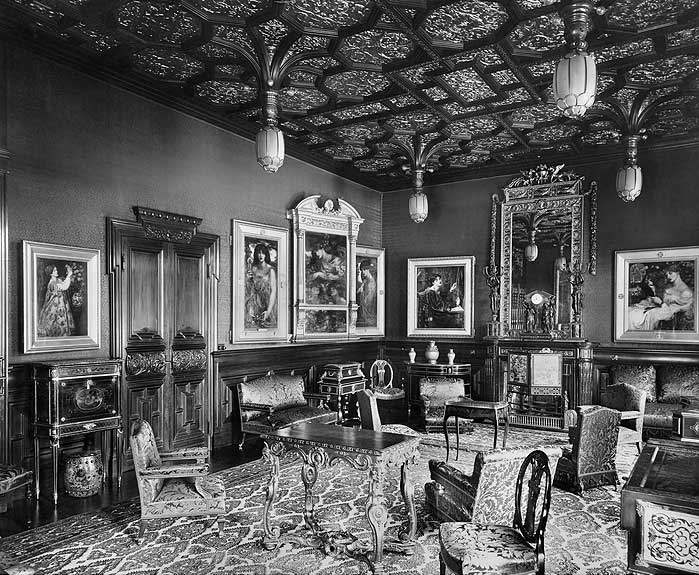
Sala de dibujo de Frederick Richards Leyland en 1892 (fotografía de Harry Bedford Lemere). De izquierda a derecha pueden observarse las siguientes obras: Monna Rosa, Mnemósine, La doncella bienaventurada, Proserpina, Veronica Veronese y Lady Lilith.

La obra fue comprada por el magnate naviero Frederick Richards Leyland, constituyendo esta pintura una de sus favoritas y siendo la misma destinada a su residencia en el 49 de Prince’s Gate, adquirida por Leyland alrededor de 1874 y a la cual se trasladó en 1876. El inmueble fue objeto de considerables remodelaciones en su interior por parte de Thomas Jeckyll y Richard Norman Shaw, llevándose a cabo la construcción de la sala de dibujo con posterioridad al traslado de Leyland a la propiedad, si bien el magnate solicitó por escrito a Rossetti en abril de 1876 los cuadros que le había encargado con el fin de poder colgarlos, enviando el pintor cuatro días después a su ayudante Henry Treffry Dunn con cuatro de ellos: Veronica Veronese, Proserpina, Dîs Manibus y Lady Lilith; una de las obras encargadas, Un hechizo de mar, se hallaba todavía en proceso de elaboración, por lo que no pudo ser entregada junto con las demás.

## Composición y Análisis
La viuda, para quien Alexa Wilding posó como modelo, aparece sentada junto a una urna la cual contiene las cenizas de su esposo, tocando dos liras en su honor y mostrando expresión de dolor. Rossetti basó la urna funeraria de mármol y la inscripción romana de la misma en una urna de su propiedad, resultando frecuente encontrar en la obra de Rossetti textos en latín, lengua que aprendió en su época de estudiante, mientras que los instrumentos musicales constituyen copias de frescos pompeyanos.
La dama figura tocando una elegía a Dîs Manibus, los Manes, divinidades romanas que se creía eran deidades las cuales representaban las almas de los seres amados ya fallecidos. La mujer está tocando dos liras, una con la mano derecha y otra con la izquierda, algo típico en las representaciones fúnebres. La variada gama de sombras de color blanco constituye un tour de force del pintor, cuya particular técnica podría interpretarse como un intento por rivalizar con el pintor Alma-Tadema, quien por aquel entonces gozaba de gran fama por su representación del mármol blanco en sus obras. Asimismo, el cuidado en lo relativo a los detalles arqueológicos responde al innovador clasicismo de moda por parte de Alma-Tadema, estando el cinturón matrimonial plateado que rodea la urna, los paños blancos de luto y los instrumentos musicales basados en estos detalles. Concretamente, el cinturón simboliza la duración del sentimiento amoroso más allá de la muerte, las rosas situadas debajo de la urna las flores de Venus, diosa romana del amor, y las vestiduras blancas, color del luto en aquella época, la ausencia del esposo.

## Marco

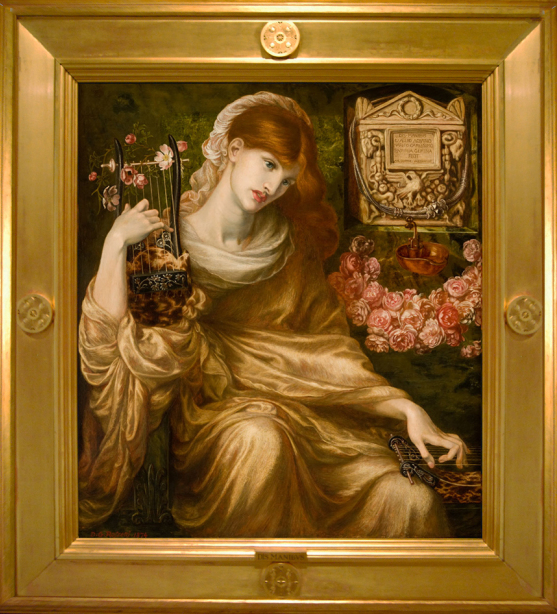
La viuda romana (Dîs Manibus) en su marco original.

El tipo de marco de la pintura, caracterizado por sus distintivos medallones, fue utilizado por Rossetti en sus obras aproximadamente desde 1868 hasta su muerte en 1882. Los patrones de dichos medallones, similares a piezas de fruta cortada transversalmente, constituyen símbolos ambiguos relacionados con el amor, la lujuria, la fertilidad, la seducción y la muerte, representando en este caso el amor y la muerte, al igual que en Proserpina, en la cual se usó este tipo de marco de la manera más notable.
El marco fue realizado por Foord & Dickinson, siendo Henry Treffry Dunn el encargado de la inscripción del título de la obra en el mismo, la cual efectuó en el taller donde se elaboró el marco. En una carta fechada en 1874 y dirigida a Dunn, Rossetti escribió:

F y D al fin enviaron el marco (para Dîs Manibus) - y creo que pese a que la imagen es una sombra en cierto sentido, nunca pinté algo tan luminoso... El marco parece fundirse con el tono suave de la imagen. Gracias por la inscripción. Creo que para el futuro, las letras iniciales deberían ser del mismo tamaño que el resto.

## Galería de imágenes (detalles de la obra)

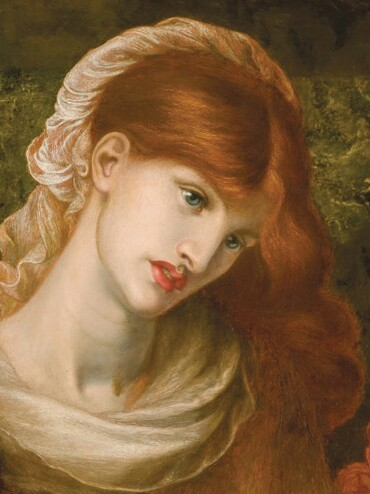
Detalle del rostro de la viuda.
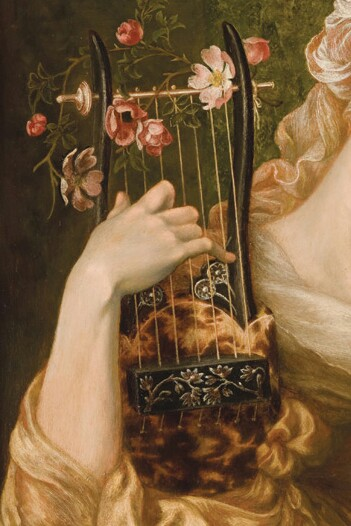
Detalle de la lira de la mano derecha.
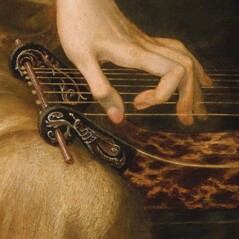
Detalle de la lira de la mano izquierda.
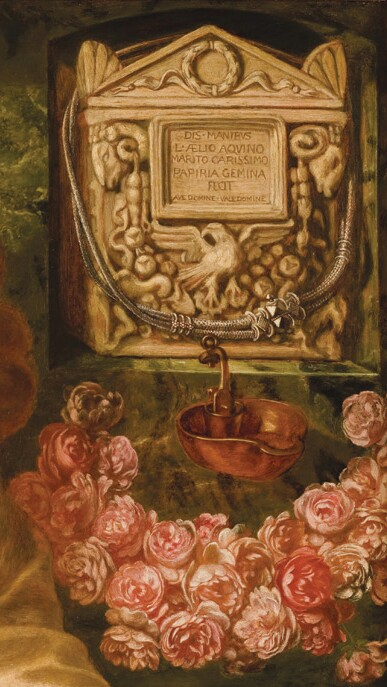
Detalle de la urna y las rosas. En la urna figura la siguiente inscripción en latín: A los dioses del Averno. Papira Gemina ha hecho esto para su muy querido esposo Lucio Alio Aquino: ave, señor, adiós.